# Maoile Lunndaidh
Maoile Lunndaidh är ett berg i Storbritannien.   Det ligger i kommunen Highland och riksdelen Skottland, i den norra delen av landet, 700 km nordväst om huvudstaden London. Toppen på Maoile Lunndaidh är 1 007 meter över havet, eller 401 meter över den omgivande terrängen. Bredden vid basen är 4,1 km.
Terrängen runt Maoile Lunndaidh är huvudsakligen kuperad.Runt Maoile Lunndaidh är det mycket glesbefolkat, med 4 invånare per kvadratkilometer. Omgivningarna runt Maoile Lunndaidh är i huvudsak ett öppet busklandskap.